# .md
.md — национальный домен верхнего уровня для Молдавии.
В домене .md по данным на конец 2006 года около 10 тысяч зарегистрированных адресов. В течение 2006 года было зарегистрировано около 3 тысяч имён.
Согласно заявлению Павла Кирева, директора MoldData, около половины зарегистрированных адресов активны сравнительно недолгий срок.
Домен .md является государственной собственностью. Администратор домена — государственное предприятие MoldData. Долгое время домен находился под управлением компании dotMD, которая продвигала его в качестве домена для организаций и физических лиц, связанных с медициной. В частности, в домене .md Национальный институт здравоохранения США разместил свою страницу https://web.archive.org/web/20080914031244/http://www.physician.md/, а компания Johnson & Johnson приобрела более 120 адресов.
В 2001 году компания MoldData перенесла главный DNS-сервер, обслуживающий домен .md, из США в Молдавию. До того момента стоимость регистрации имён в зоне .md составляла примерно 60 долларов США.

## Цена
Плата за регистрацию домена второго уровня в Молдове составляет 49 долларов США, при регистрации сразу на два года стоимость уменьшается до 47 долларов в год, а при оплате регистрации на десять лет вперёд домен — 36 долларов в год.
В феврале 2010 года Министерство Информационных Технологий Республики Молдова пообещала снизить цену на домены в течение месяца.
С 1 апреля 2010 года стоимость домена в зоне .MD снижена на 20 % и составляет 39 долларов США, кроме того, объявлена скидка в 50 % для доменов, основанных на имени и фамилии владельца.